# Раднички (Сремска-Митровиця)
Футбольний клуб Раднички (Сремска-Митровиця) або просто ФК «Раднички» (серб. Фудбалски клуб Раднички Сремска Митровица) — професійний сербський футбольний клуб з міста Сремска-Митровиця. Зараз команда виступає в Сербській лізі Воєводина, третьому в системі футбольних ліг чемпіонаті Сербії.

## Історія
Клуб було засновано 15 квітня 1922 року як «Спортивний клуб Раднички».
В минулому «Раднички» були переможцями чемпіонату Воєводини сезону 1966/67 років та грав у Сербській лізі Північ (3-ий рівень чемпіонатів Югославії) в сезоні 1967/68 років. Іншими валивими досягненнями клубу були перемоги в чемпіонаті Срему в сезонах 1956/57, 1965/66, 1988/89 років та в Кубку Срему в 1961 році. В сезоні 2011/12 років «Раднички» виграли Лігу Воєводина Захід та вийшли до Сербської ліги Воєводина.

## Досягнення
- Чемпіонат Воєводини
  -  Чемпіон (1): 1966/67

- Чемпіонат Срему
  -  Чемпіон (3): 1956/57, 1965/66, 1988/89

- Кубок Срему
  -  Володар (1): 1961

- Ліга Воєводина Захід
  -  Чемпіон (1): 2011/12